# Batrachorhina postmaculata
Batrachorhina postmaculata là một loài bọ cánh cứng trong họ Cerambycidae.